# Nicolò Peretti
Nicolò Peretti o Niccolò Peretti (fl. 1745-1781) è stato un impresario teatrale, compositore e cantante castrato italiano.

## Biografia
Poco è noto della vita di Peretti prima del debutto sulle scene, che avvenne a Venezia nel 1745 nell'Artaserse di Girolamo Abos. Secondo Giacomo Casanova, che lo incontrò nel 1748 in Italia e nel 1763 a Londra, Peretti sosteneva di essere il nipote di un figlio di Sisto V. Dal 1749 al 1752 cantò al Teatro Regio di Torino, prima di imbarcarsi in una tournée europea con la compagnia d'opera di Giovanni Battista Locatelli. Peretti cantò a San Pietroburgo, Dresda e Praga, dove fu accettato all'interno di una loggia massonica. Ad Amburgo lasciò la compagnia di Locatelli per fondarne una propria, che si esibì con successo nella Germania settentrionale; particolarmente apprezzata a Lubecca e Schwerin fu la sua interpretazione dell'eponimo protagonista del Tamerlano di Händel. 
Dopo lo scioglimento della compagnia nel1757, Peretti si trasferì ad Amsterdam, dove cantò con successo i ruoli di Rinaldo nell'omonima opera di Händel, Ramiro in Nitrocri, regina d'Egitto ed Ernesto ne Il mondo della luna di Baldassarre Galuppi. Nel 1760 Peretti giunse a Londra, dove fece il suo esordio come compositore scrivendo a quattro mani con Thomas Arne una nuova partitura per l'Artaserse di Metastasio. Il ruolo del protagonista era scritto apposta per la sua voce e gli valse un buon successo al Covent Garden. Parallelamente all'attività londinese, Peretti cantò con una certa regolarità anche al Royal Theatre di Dublino. Con il diradarsi dell'attività sulle scene, Peretti si dedicò all'attività di impresario ed insegnante di canto, facendo da mentore anche al tenore Michael Kelly. Continuò a cantare il ruolo di Artaserse fino al 1781, anno in cui si perdono le tracce di Peretti.